# Stegana shirozui
Stegana shirozui är en tvåvingeart som beskrevs av Toyohi Okada 1971. Stegana shirozui ingår i släktet Stegana och familjen daggflugor.
Artens utbredningsområde är Taiwan. Inga underarter finns listade i Catalogue of Life.